# Rue de Sluse
La rue de Sluse est une artère du centre de la ville de Liège (Belgique) située à proximité du jardin botanique.

## Odonymie
La rue rend hommage à René-François de Sluse, né à Visé le 2 juillet 1622 et décédé le 19 mars 1685  à Liège, abbé de l'Abbaye de la Paix-Dieu à Amay, mathématicien, physicien, chimiste et botaniste liégeois.

## Description
Cette artère mesurant environ 260 m a subi d'importantes modifications dans les années 1970 à la suite de la création de la rampe d'accès à l'autoroute A602 qui a eu pour effet de couper la rue en deux parties. Un tunnel d'environ 40 m passe sous cet important axe routier. Tous les immeubles de la rue se trouvent du côté nord jouxtant le jardin botanique. Les immeubles du côté sud ont tous été expropriés et détruits. 

## Situation
La rue mène à l'angle sud du jardin botanique où aboutissent la rue des Anges, la rue Nysten et la rue Charles Morren. Après le tunnel, la rue longe puis finit par se raccorder à la rue Édouard Wacken.

## Architecture
Un ensemble d'immeubles bourgeois réalisés à la fin du XIXe siècle se situe du no 3 au no 11. On peut remarquer les linteaux en accolades aux baies vitrées du rez-de-chaussée de l'immeuble en brique jaune sis au no 5.

## Fresque
Sur la partie basse du pignon de l'immeuble situé au no 17, une  fresque représentant des jazzmen a été réalisée en 2002 par Jérémy Goffart.

## Voies adjacentes
- Rue Nysten
- Rue des Anges
- Rue Charles Morren
- Rue Édouard Wacken

### Source et bibliographie
- Yannik Delairesse et Michel Elsdorf, Le nouveau livre des rues de Liège, Liège, Noir Dessin Production, 2008, 512 p. (ISBN 978-2-87351-143-2 et 2-87351-143-5, présentation en ligne), page 238